# Wasserturm auf den Fuchsbergen

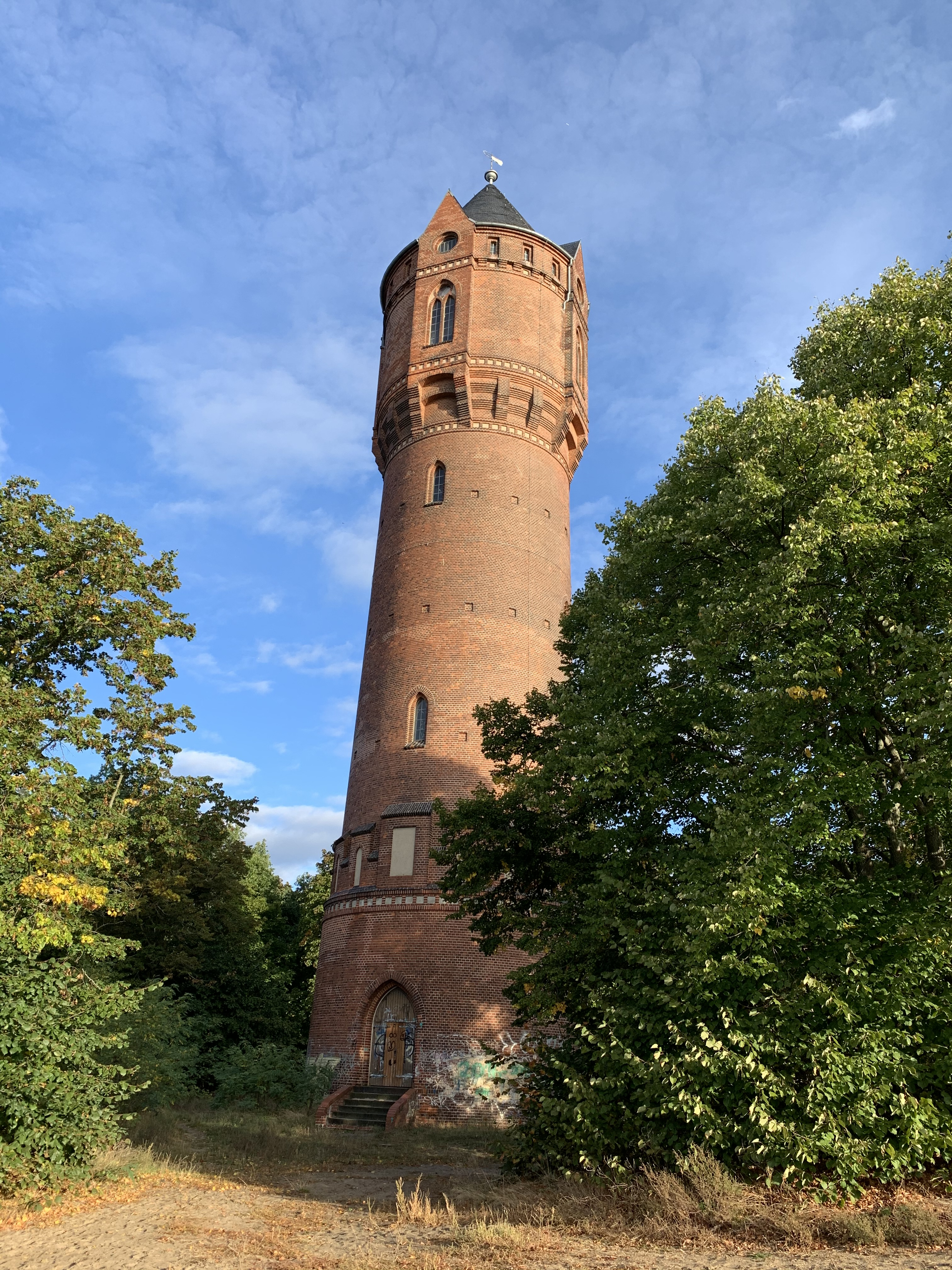
Wasserturm auf den Fuchsbergen

Der Wasserturm auf den Fuchsbergen ist ein denkmalgeschützter Wasserturm in Jüterbog, einer Stadt im Landkreis Teltow-Fläming im Land Brandenburg.

## Lage
Der Turm liegt nördlich des historischen Stadtkerns auf einem nach Norden ansteigenden Grundstück, das südlich durch die Straße Weinberge und nördlich durch die Straße Fuchsberge jeweils in West-Ost-Richtung eingerahmt wird. Von der Straße Fuchsberge verläuft die Straße Am Wasserturm in südlicher Richtung auf das Grundstück, das nicht eingefriedet ist.

## Geschichte
Südlich der Straße Weinberge entstand Anfang des 20. Jahrhunderts ein Wasserwerk. In diesem Zusammenhang errichtete die Firma Hasse aus Jüterbog zwischen 1913 und 1916 einen Wasserturm nach einem Entwurf der Firma Carl Francke aus Bremen. Er sollte im Leitungsnetz einen ausreichend hohen Versorgungsdruck sicherstellen. Gleichzeitig diente er mit einem Volumen von rund 250 Kubikmeter als Wasserspeicher, um Spitzen im Versorgungsnetz abzudecken. Dieser Behälter wurde aus genieteten Stahlblechen hergestellt, in aus einer Maschinenfabrik von Guido Henckel von Donnersmarck stammte. Nach seiner Fertigstellung wurde der zuvor betriebene Weinanbau auf der Fläche aufgegeben und im Jahr 1917 zu einem Stadtpark umgewandelt.
In den 1930er Jahren ließ das Wasserwerk einen Erdbehälter aus Stahlbeton errichten, um Versorgungsspitzen abzufangen. Der Wasserturm diente nun als Ausgleichsbehälter. Anfang der 1990er Jahre sank der Wasserbedarf in der Stadt und der Turm wurde außer Betrieb genommen. Ab 1991 wurde der Turm saniert. Die ursprünglich hölzerne Treppenkonstruktion sowie die Leitungsführungen mussten abgebaut werden. Der Wasserbehälter wurde saniert, das Mauerwerk sowie alle Öffnungen in den ursprünglichen Zustand versetzt.

## Baubeschreibung
Das Bauwerk entstand im Wesentlichen aus rötlichen Mauerstein, besitzt einen kreisförmigen Grundriss und verjüngt sich nach oben. Im unteren Geschoss befindet sich nach Süden hin eine spitzbogenförmige Blende mit einem Portal, das über mehrere Stufen erreicht werden kann. An den drei weiteren Himmelsrichtungen ist je eine spitzbogenförmige Öffnung, die im 21. Jahrhundert jedoch zugesetzt ist. Oberhalb ist ein umlaufender Kranz aus Blendzinnen. Darüber erhebt sich das mittlere Geschoss mit dem leicht konisch zulaufenden Turmschacht mit schmalen Spitzbogenfenstern. Im Obergeschoss befindet sich der Wasserbehälter. Es kragt leicht aus und besitzt ebenfalls an den vier Himmelsrichtungen je eine rechteckige Blende, die mit einem Giebel abschließt. Darin sind jeweils ein Maßwerkfenster sowie im Giebel ein Ochsenauge. Der Turm schließt mit einem Kegeldach und Wetterfahne ab.

## Touristische Nutzung

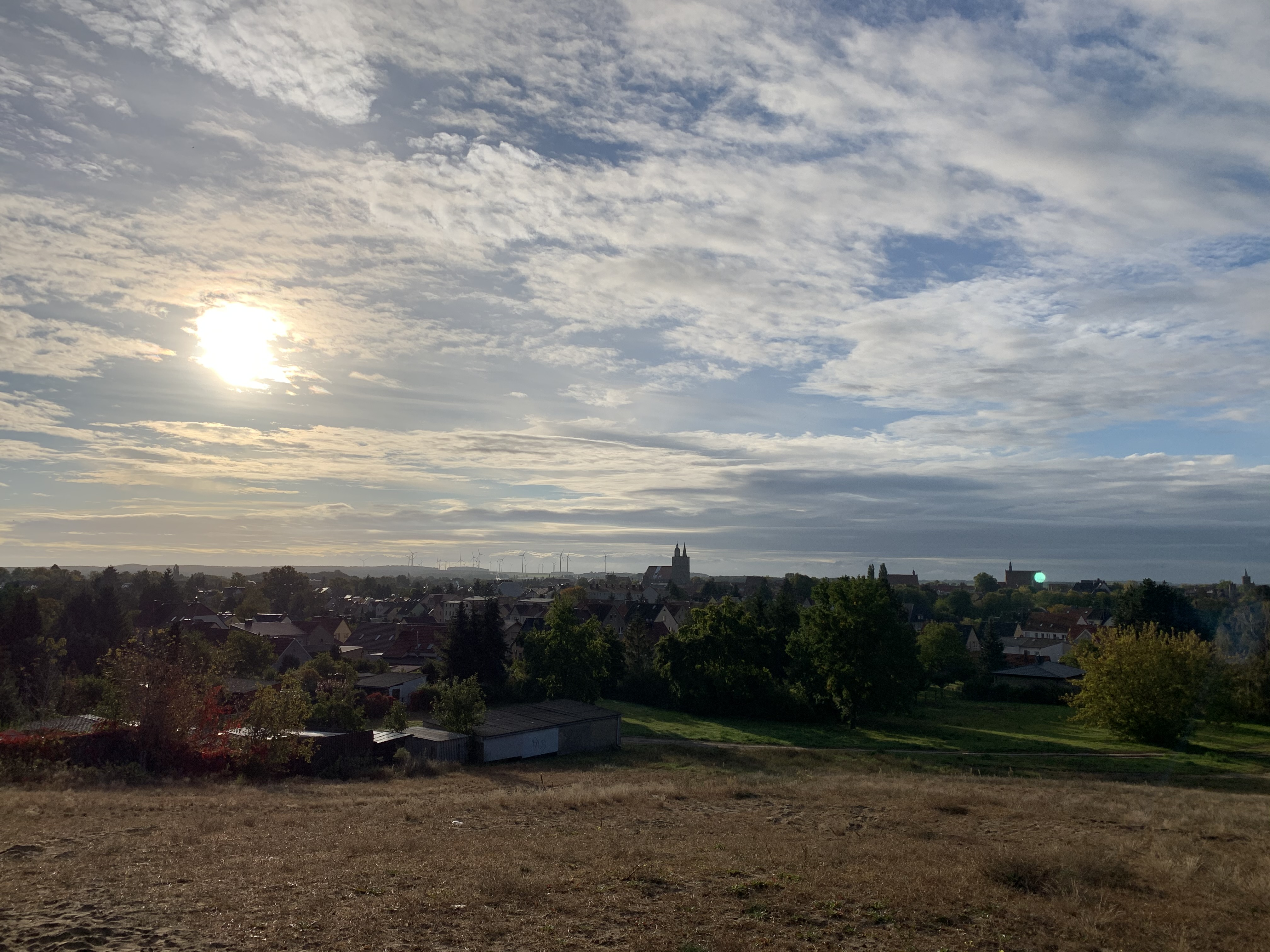
Hoher Blick des Spitzbubenwegs

Entlang des Turms verläuft der Spitzbubenweg, ein rund zehn Kilometer langer Rundweg, der einmal rund um den historischen Stadtkern verläuft. Am Turm befindet sich der sogenannte Hohe Blick, einer von vier besonders markanten Punkten der Strecke. Der Besucher hat von dort einen Blick über die Altstadt von Jüterbog.